# Peder Jönsson
Peder Jönsson, död 1640, var en svensk jägare och fiskare som avrättades för att ha haft samlag med ett sjörå. Han är det enda fullständigt bekräftade fallet i Sverige där en person avrättades för att ha haft sex med ett naturväsen.

## Fallet
Jönsson var från Söderköping, där han enligt vissa uppgifter arbetade som klockare. Han ställdes inför rätta anklagad för att ha utövat magi. Jönsson avgav en bekännelse om att han hade tillkallat ett sjörå med en magisk ramsa. Sjörået hade uppenbarat sig en skepnad av en vacker kvinna men med hästsvans, koklövar och ludna ben. I utbyte mot samlag och löftet att han inte skulle ha samlag med sin fru hade sjörået gett Jönsson lycka i jakt och fiske. Jönssons fru bekräftade hans historia och hade varit pådrivande i att uppenbara det hela för myndigheterna. Jönsson dömdes till döden av Söderköping rådhusrätt, och domen bekräftades av Göta Hovrätt. Fallet var inte det enda i Sverige där en person ställdes inför rätta för att ha haft samlag med ett naturväsen, men det är det enda fall där det är uppenbart att dödsdomen fullföljdes.
I ett liknande fall dömdes år 1691 en dräng, Sven Andersson från Vättle härad i Västergötland, till döden efter att ha bekänt samlag med ett kvinnligt bergrå.. Andersson, en man i den tidiga 20-årsåldern, hade uppmärksammats av kyrkoherden i Lundby prästgård, Petrus Magni Kellander under skörden under dagsverket i juli 1690, då han sett sjuklig och utmattad ut. Han var ursprungligen från Marks härad och var dräng hos Jon Hansson på Högen i byn Stannum. Prästbonden Lars Jonsson från Stannum uppgav att Andersson ofta "var bleven av bärgråen borttagen och vore hos henne några dagar tillika".  Andersson hade förklarat att han en gång somnat i skogen vid ett berg då han letat efter en bortsprungen get då han vallade boskap åt Karin Stake på Aspenäs herrgård, och då tagits in i berget av en kvinna i vitt. Kvinnan hade gett honom mat och dryck och sedan haft samlag med honom. För detta blev Andersson dömd till döden av häradsrätten. Fallet gick vidare till Göta hovrätt. Enligt Bror Gadelius, som hänvisar till kyrkohistorikern Carl Wilhelm Skarstedt, ska hovrätten ha bekräftat domen.